# 襟細胞
襟細胞（えりさいぼう）とは、海綿動物に見られるもので、一本の鞭毛とそれを取り囲んで環状に並んだ微絨毛からなる襟という構造をもつ細胞である。

## 役割
海綿動物においては胃腔と呼ばれる海綿の内側の空洞部に多数存在する。これらは個体の内外で酸素と食物の摂取のために水の循環をさせる際に機能し、体表に多数存在する小孔から水をとりいれ、体上部の大孔から排出するのに重要な役割を担う。個々の細胞においては、襟は水中の微粒子を餌として捕捉するのに役立っている。

## 系統との関係
この細胞が襟鞭毛虫という単細胞生物に構造が似ているため、襟細胞を多数有する多細胞生物である海綿と襟鞭毛虫とのあいだに進化上のつながりが指摘されてきた。すなわち群体性の襟鞭毛虫から海綿動物が進化した、などとするものである。また、海綿動物の体制があまりにも他の多細胞動物とかけ離れるため、この系列を真の後生動物と異なる進化の系譜と見なす判断もあった。しかし、分子系統の情報から、動物界全体が襟鞭毛虫と近縁な姉妹群をなすとの判断が出たことから、むしろ襟鞭毛虫から海綿動物という進化の過程を後生動物の祖先と見なす見方も再浮上している。
このほかにも、扁形動物などにおいても見られる場合がある。